# Prêmio Internacional Al-Gaddafi de Direitos Humanos
O Prêmio Internacional Al-Gaddafi de Direitos Humanos foi um prêmio anual  pelo líder líbio Muammar al-Gaddafi e pelo líder anti-globalização suiço Jean Ziegler, e financiado por Gaddafi.
Foi um prêmio anual dos direitos humanos instituído pelo Congresso do Povo da Líbia no final de 1988, em "dívida e gratidão por Muammar Gaddafi e em apreciação por seu papel em estabelecer firmemente o princípio da democracia direta, sua luta persistente, sua inspiração distintiva e instigação contínua para a consolidação da liberdade humana e para a emissão do Grande Documento Verde na era das massas, para o propósito de conceder tributo a figuras simbólicas de luta e fé nos valores da liberdade a todos os seres humanos, nações, grupos e indivíduos".
Gaddafi fez uma concessão inicial de dez milhões de dólares para a fundação  Suíça Norte-Sul XXI que mais tarde administrou a doação de prêmio. A soma do prêmio em dinheiro foi de US $ 250.000 (no caso de vários beneficiários, o dinheiro do prêmio foi compartilhado). O prêmio foi entregue por um comitê internacional, presidido pelo ex-presidente da Argélia, Ahmed Ben Bella. O próprio Gaddafi não teve voz na escolha do vencedor.

## Laureados
| Ano  | Laureado(s) |
| ---- | --- |
| 1989 | Nelson Mandela |
| 1990 | "Crianças da Palestina" |
| 1991 | Povos Indígenas da América |
| 1992 | Centro Africano de Combate à AIDS |
| 1993 | "Crianças da Bósnia e Herzegovina" |
| 1994 | The Union of Human Rights Societies and Peoples in Africa |
| 1995 | Ahmed Ben Bella, Francisco da Costa Gomes |
| 1996 | Louis Farrakhan |
| 1997 | Gracelyn Smallwood, Melchior Ndadaye, Melba Hernández, Manal Younes Abdul-Razzak, Doreen McNally |
| 1998 | Fidel Castro |
| 1999 | "Crianças do Iraque" |
| 2000 | Souha Bechara, Joseph Ki-Zerbo, Evo Morales, Movimento de Setembro, Centro do Terceiro Mundo |
| 2002 | Mamado Diaye, Roger Garaudy, Ibrahim Alkonie, Jean Ziegler, Nadeem Albetar, Ali M. Almosrati, Khaifa M. Attelisie, Mohamed A. Alsherif, Ali Fahmi Khshiem, Rajab Muftah Abodabos, Mohamed Moftah Elfitori, Ali Sodgy Abdulgader, Ahmed Ibrahim Elfagieh |
| 2003 | Papa Shenouda III |
| 2004 | Hugo Chávez |
| 2005 | Mahathir bin Mohamad |
| 2006 | Evo Morales |
| 2007 | Bibliotecas de Tombuctu |
| 2008 | Dom Mintoff |
| 2009 | Daniel Ortega |
| 2010 | Recep Tayyip Erdoğan |

## Links
- Official site in English